# Patinação artística nos Jogos Olímpicos de Verão de 1920
A patinação artística nos Jogos Olímpicos de Verão de 1920 foi realizada em Antuérpia, na Bélgica, com três eventos disputados. Após 12 anos de ausência, a modalidade novamente foi integrada no programa olímpico e perdura até os dias atuais. Foi também a última vez em que o esporte integrou os Jogos Olímpicos de Verão devido a criação dos Jogos Olímpicos de Inverno, que seria disputada na cidade francesa de Chamonix em 1924.

## Medalhistas
| Evento                        | Ouro                                              | Prata                               | Bronze                                          |
| ----------------------------- | ------------------------------------------------- | ----------------------------------- | ----------------------------------------------- |
| Individual masculino detalhes | Gillis Grafström SWE Suécia                       | Andreas Krogh NOR Noruega           | Martin Stixrud NOR Noruega                      |
| Individual feminino detalhes  | Magda Julin SWE Suécia                            | Svea Norén SWE Suécia               | Theresa Weld USA Estados Unidos                 |
| Duplas detalhes               | Ludowika Jakobsson Walter Jakobsson FIN Finlândia | Alexia Bryn Yngvar Bryn NOR Noruega | Phyllis Johnson Basil Williams GBR Grã-Bretanha |

## Quadro de medalhas
| Ordem | País               | Medalha de ouro | Medalha de prata | Medalha de bronze |   |
| ----- | ------------------ | --------------- | ---------------- | ----------------- | - |
| 1     | SWE Suécia         | 2               | 1                |                   | 3 |
| 2     | FIN Finlândia      | 1               |                  |                   | 1 |
| 3     | NOR Noruega        |                 | 2                | 1                 | 1 |
| 4     | USA Estados Unidos |                 |                  | 1                 | 1 |
| 4     | GBR Grã-Bretanha   |                 |                  | 1                 | 1 |